# Магический граф
Маги́ческий граф — это граф, допускающий такую разметку его рёбер положительными целыми числами, что сумма меток всех рёбер, инцидентных любой вершине, постоянна (то есть не зависит от выбора вершины). Если метки — первые q целых положительных чисел, где q — число рёбер, то граф и его разметка называются супермагическими.
Граф называется вершинно-магическим, если его вершины можно пометить так, что сумма меток вершин на любом ребре будет одинакова.  
Тотально-магический — это граф, рёбра и вершины которого можно пометить целыми числами так, что сумма метки вершины и меток всех смежных вершине дуг будет постоянной величиной.
Имеется большое количество вариантов концепции разметки графа. Имеется также много вариантов в терминологии. Приведённые здесь определения, по-видимому, являются наиболее принятыми.
Всестороннее обозрение магических разметок и магических графов дали Дж. Галлиан, У. Валлис и А. Марр.

## Магические квадраты
Полумагический квадрат — это n × n квадрат с числами от 1 до n2 в клетках, в котором сумма по каждой строке и каждому столбцу одна и та же. Полумагический квадрат эквивалентен магической разметке полного двудольного графа Kn,n. Два множества вершин графа Kn,n отвечают соответственно строкам и столбцам квадрата, а метка на ребре risj — это значение в клетке полумагического квадрата, находящейся на пересечении строки i и столбца j (полумагический квадрат нередко называют в математике магическим квадратом, но он не имеет всех свойств магического квадрата).